# Bisbat de Gozo
El bisbat de Gozo (maltès: Djoċesi ta' Għawdex; llatí: Dioecesis Gaudisiensis) és una seu de l'Església catòlica a Malta. Al 2019 tenia 30.300 batejats d'un total de 32.000 habitants. Actualment està regida pel bisbe Anthony Teuma.

## Territori
La diòcesi s'estén sobre la regió maltesa de Gozo, que comprèn les illes de Gozo i Comino.
La seu episcopal és la ciutat de Victòria, on es troba la catedral de Assumpció de la Verge Maria
El territori s'estén sobre 67 km² i està dividit en 15 parròquies

## Història
Els orígens de l'autonomia de l'església de Gozo van ser la petició enviada al Vaticà el 29 d'octubre de 1798, durant el període de l'ocupació francesa de Malta, per l'arxipreste Saverio Cassar, governador de l'Estat independent de Gozo del 1798 al 1801 per constituir una diòcesi autònoma de Malta.
La diòcesi no va ser erigida fins al 22 de setembre de 1864, en virtut de la butlla Singulari amore del papa Pius IX, prenent el territori de la diòcesi de Malta (avui arquebisbat).
Inicialment estava immediatament subjecta a la Santa Seu, però l'1 de gener de 1944 passà a formar part de la província eclesiàstica de l'arquebisbat de Malta.

## Cronologia espicopal
- Michele Francesco Buttigieg † (22 de setembre de 1864 - 12 de juliol de 1866 mort)
- Antonio Grech-Delicata-Testaferrata-Cassia † (24 de setembre de 1868 - 31 de desembre de 1876 mort)
- Pietro Pace † (17 de març de 1877 - 10 de febrer de 1889 nomenat bisbe de Malta)
- Giovanni Maria Camilleri, O.E.S.A. † (11 de febrer de 1889 - 21 de gener de 1924 renuncià[1])
- Michael Gonzi † (13 de juny de 1924 - 14 d'octubre de 1943 nomenat bisbe coadjutor de Malta[2])
- Giuseppe Pace † (1 de novembre de 1944 - 31 de març de 1972 mort)
- Nikol Joseph Cauchi † (20 de juliol de 1972 - 26 de novembre de 2005 jubilat)
- Mario Grech (26 de novembre de 2005 - 2 d'octubre de 2019 nomenat pro-secretari general del Sínode de bisbes)
- Anthony Teuma, des del 17 de juny de 2020

## Estadístiques
A finals del 2019, la diòcesi tenia 30.300 batejats sobre una població de 32.000 persones, equivalent al 94,7% del total.
| any  | població | població | població | sacerdots | sacerdots       | sacerdots       | sacerdots             | diàques | religiosos | religiosos | parroquies |
| ---- | -------- | -------- | -------- | --------- | --------------- | --------------- | --------------------- | ------- | ---------- | ---------- | ---------- |
| any  | batejats | total    | %        | total     | clergat secular | clergat regular | batejats por sacerdot | diàques | homes      | dones      |            |
| 1950 | 29.880   | 29.880   | 100,0    | 167       | 138             | 29              | 178                   |         | 47         | 217        | 14         |
| 1970 | 26.272   | 26.317   | 99,8     | 169       | 143             | 26              | 155                   |         | 33         | 214        | 15         |
| 1980 | 23.244   | 23.320   | 99,7     | 186       | 160             | 26              | 124                   |         | 37         | 199        | 15         |
| 1990 | 25.003   | 25.095   | 99,6     | 184       | 166             | 18              | 135                   |         | 24         | 141        | 15         |
| 1999 | 28.430   | 28.710   | 99,0     | 193       | 172             | 21              | 147                   |         | 25         | 116        | 15         |
| 2000 | 28.943   | 29.235   | 99,0     | 192       | 172             | 20              | 150                   |         | 23         | 114        | 15         |
| 2001 | 29.208   | 29.520   | 98,9     | 184       | 167             | 17              | 158                   |         | 20         | 114        | 15         |
| 2002 | 29.905   | 30.405   | 98,4     | 186       | 166             | 20              | 160                   |         | 24         | 113        | 15         |
| 2003 | 30.946   | 31.476   | 98,3     | 188       | 165             | 23              | 164                   |         | 27         | 109        | 15         |
| 2004 | 31.709   | 32.335   | 98,1     | 189       | 165             | 24              | 167                   |         | 27         | 108        | 15         |
| 2006 | 31.786   | 32.310   | 98,4     | 203       | 182             | 21              | 156                   |         | 26         | 90         | 15         |
| 2013 | 28.074   | 31.143   | 90,1     | 169       | 151             | 18              | 166                   |         | 23         | 95         | 15         |
| 2016 | 28.000   | 31.446   | 89,0     | 159       | 144             | 15              | 176                   |         | 17         | 83         | 15         |
| 2019 | 30.300   | 32.000   | 94,7     | 149       | 132             | 17              | 203                   |         | 19         | 78         | 15         |